# Природные пожары в Био-Био, Чили (2012)
Природные пожары в Био-Био 2012 года — стихийное бедствие, произошедшее в Чили на территории области Био-Био и в некоторых районах области Мауле (главным образом в коммунах Флорида, Кильон, Ранкиль и Сан-Росендо).

## Распространение пожара
Пламя появилось в субботу вечером, 31 декабря 2011 года, в районе Пичикейме коммуны Кильон, затем число очагов возгорания увеличилось до 17. Согласно иным источникам пожар возник ночью в пятницу, 30 числа, около 2 или 3 часов, в восьми различных точках одновременно. В течение первых дней 2012 года огонь свободно распространялся ввиду неблагоприятных погодных условий — ветра и высоких температур — в результате чего двое человек погибли, более тысячи пострадали, были уничтожены более 224 домов и выжжено более 28.000 гектаров леса, кустарника, плантаций и пастбищ.
Вскоре после начала пожара было частично ограничено дорожное движение на трассе СН-148 между Кильоном и Флоридой и закрыта автострада Итата, которая соединяет Пенко и Чильян. Огонь достиг одного из пяти промышленных заводов комплекса Новая Деревня (компании Celulosa Arauco, занимающейся производством фанеры), который выгорел до основания.
Утром в понедельник, 2 января, вследствие восточного ветра, основной очаг возгорания переместился на запад, к Ньипас. В тот же день президент Себастиан Пиньера объявил зону бедствия — наиболее пострадавшие от стихии коммуны, среди которых оказались: Флорида, Кильон, Ранкиль и Сан-Росендо. Лишь ночью 4 января пожарным Кильона, Талькауано и Чигуаянте, благодаря ослаблению ветра, удалось локализировать основные очаги возгорания, после чего началась вторая стадия — повторный обход и осмотр тех же территорий с целью исключения возможности возобновления пожара. На следующий день глава Био-Био объявил, что пожар перешел в фазу затухания. С пятницы, 6 января, начались работы по обводнению почвы для поддержания в ней влажности.
В процессе локализации и тушения пожара приняли участие более 660 спасателей, в том числе Пожарные-волонтеры, чиновники из Национальной лесной корпорации, персонал деревообрабатывающих организаций и Бригады по Борьбе с Лесными Пожарами Армии Чили. Для повышения эффективности работ Национальной Лесной Корпорацией и Национальным ведомством по чрезвычайным ситуациям Министерства внутренних дел и общественной безопасности Чили в зону бедствия были направлены восемь самолетов и семнадцать вертолетов.

## Ущерб и расследование
Последствием пожара стала потеря важных сельскохозяйственных объектов региона, среди которых оказались огромные площади выжженных вишневых садов и виноградника. Согласно кадастру, оформленному на месте Институтом Развития Сельскохозяйственной отрасли, наибольший урон стихия нанесла фруктоводческим, овощеводческим, виноградарско-винодельческим хозяйствам, а также местным флоре и фауне. 3 января к ущербу, нанесенному пожаром, были отнесены: 67 уничтоженных пастбищ, 640 голов крупного и мелкого рогатого скота и лошадей, 650 выжженных пчелиных пасек, 125 гектаров зерновых культур, 178 гектаров фруктовых садов и виноградников — потери, которые оцениваются в более чем 2 миллиарда чилийских песо. Большая часть выгоревшего первобытного леса располагалась на горе Кайуманки (коммуна Кильон), в настолько изолированном месте, что без искусственного вмешательства его восстановление было бы невозможным.
Помимо этого, 171 семья Кильона, Ранкиля, Флориды и Кируе оказалась лишена своих жилищ, некоторые из которых лишь недавно были восстановлены после землетрясения, произошедшего в 2010 году. Министерство жилищного строительства и урбанизации заявило, что ущерб, нанесенный пожаром недвижимому имуществу, достигнет 2 миллиардов чилийских песо, а на реконструкцию зданий потребуется от шести до девяти месяцев.
Главный прокурор Био-Био, Хулио Контардо, был назначен ответственным за расследование причин лесных пожаров, для чего к работе были привлечены эксперты Следственного подразделения Полиции Чили и Карабинеров Чили. Поскольку пожар начался в восьми различных точках одновременно, было выдвинуто предположение, что дело носило умышленный характер.

## Правительственное содействие
Правительство Чили, при посредстве Института Развития Сельскохозяйственной отрасли, предоставило дополнительное финансирование непосредственным пострадавшим от пожара в коммунах Ранкиль и Кильон с целью скорейшего восстановления снизившейся в связи с ущербом, нанесенным пожаром, продуктивности сельскохозяйственной и животноводческой деятельности. И хотя не существует открытого для общего доступа списка лиц, в чей адрес была направлена компенсация, Закон о гласности позволяет получить точную информацию о получателях этих средств и общих суммах.